# 蒂雷 (索恩-卢瓦尔省)
蒂雷（法語：Thurey，法語發音：[tyʁɛ]）是法国索恩-卢瓦尔省的一个市镇，属于卢昂区。

## 地理
蒂雷（46°44'38"N, 5°7'22"E）面积18.22 平方千米，位于法国勃艮第-弗朗什-孔泰大區索恩-卢瓦尔省，该省份为法国中部省份，北起顺时针与科多尔省、汝拉省、安省、罗讷省、卢瓦尔省、阿列省和涅夫勒省接壤。
与蒂雷接壤的市镇（或旧市镇、城区）包括：迪科讷、布雷斯地区莱萨尔、布雷斯地区圣马丹、锡马尔、韦里塞。

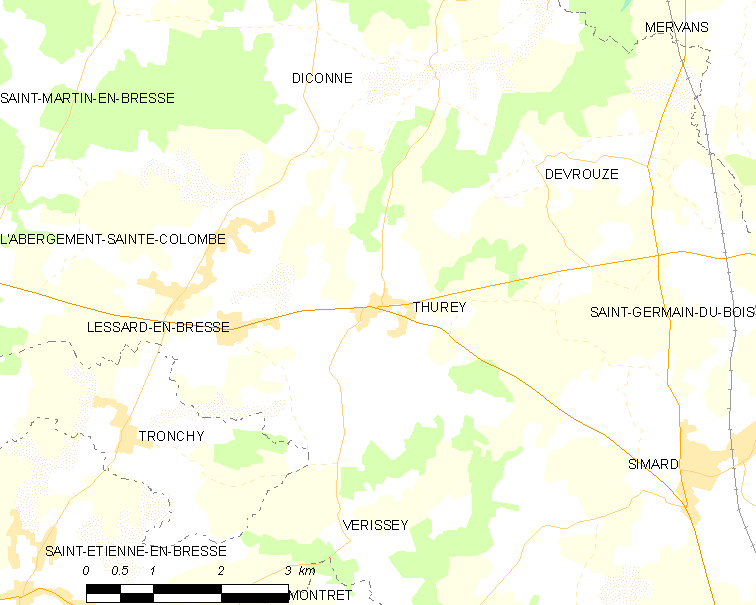
的OSM定位图

蒂雷的时区为UTC+01:00、UTC+02:00（夏令时）。

## 行政
蒂雷的邮政编码为71440，INSEE市镇编码为71538。

## 政治
蒂雷所属的省级选区为皮埃尔德布雷斯县。

## 人口

1962-2008年间人口变化图示

蒂雷于2022年1月1日时的人口数量为422人。